# Guerre de la Ligue (Costa Rica)
Pour les articles homonymes, voir guerre de la Ligue.
La guerre de la Ligue est au Costa Rica la deuxième guerre civile qui a lieu en tant qu’État membre de la République fédérale d’Amérique centrale. Elle se déroule en septembre et octobre 1835 dans la vallée centrale du Costa Rica. Elle est déclenchée en raison de l’abrogation de la loi qui établissait la rotation de la capitale du pays entre les quatre villes constitutives. Son issue a été le triomphe de la ville de San José sur les villes d’Alajuela, Heredia et Cartago (qui avaient formé la Ligue des Trois Villes, d’où le nom donné au conflit), ce qui a permis sa consolidation en tant que capitale du Costa Rica.